# Volokolamskaja
Volokolamskaja (Russisch: Волоколамская) is een station aan de Arbatsko-Pokrovskaja-lijn van de Moskouse metro. De naam komt van de nabijgelegen uitvalsweg Volokolamskoje Sjossee en was bij de bouw van de noordelijke verlenging van lijn 7 toegekend aan een station dat tussen 1972 en 1975 werd gebouwd, maar toen niet werd geopend. Dat station ligt ongeveer 2,5 kilometer oostelijker ook aan de Volokolamskoje Sjossee bij het stadion van Spartak Moskou en is in 2014 alsnog voltooid en geopend onder de naam Spartak. Het station is gebouwd als pylonenstation echter niet op grote diepte maar in een open bouwput, waarbij de gewelven ter plaatse gegoten zijn uit gewapend beton.  